# Plagianthus
Plagianthus es un género con 2 especies de plantas fanerógamas de la familia  Malvaceae.

## Especies
- Plagianthus betulinus
- Plagianthus divaricatus
- Plagianthus regius

- Datos: Q9060360
- Multimedia: Plagianthus / Q9060360
- Especies: Plagianthus